# Líný král

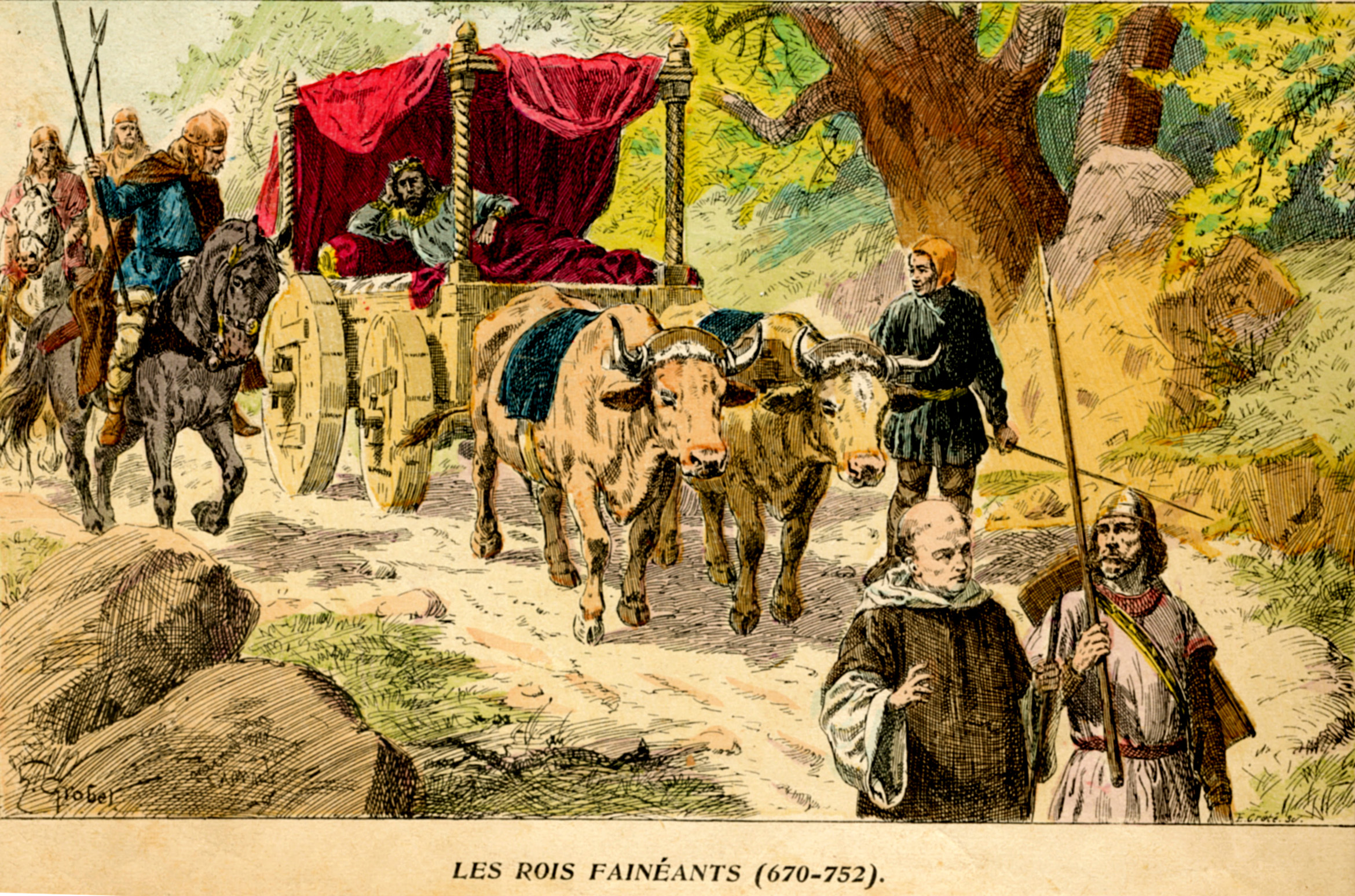
Líný král (670-752). Barevná litografie E. Crété podle ilustrace H. Grobeta, Histoire de France, Paříž, Émile Guérin, 1902.

Líný král (francouzsky Roi fainéant) je francouzský termín, který se primárně používá k označení králů merovejské dynastie, kteří ztratili svou výkonnou moc, kterou na sebe převzali jejich majordomové královských paláců. 

## Historie
Majordomové ze svého původního úřadu vytvořili jakousi „moc za trůnem“, která v průběhu 7. století pozici merovejských králů natolik oslabila, že v roce 751 byli z trůnu sesazeni. Obvykle se toto označení vztahuje na franské krále, kteří vládli po smrti Dagoberta I., kdy se vlády v roce 673 ujal Theuderich III. Období "líných králů" skončilo v roce 751, kdy při převratu Pipin III. Krátký z trůnu sesadil krále Childericha III. a sám se nechal korunovat a dosadit na trůn.

## Charakteristika
Označení "Líný král" sahá až k franskému kronikáři Einhardovi, autorovi Vita Karoli Magni, životopisu Karla Velikého, který merovejské krále 7. a 8. století označil jako „krále v ničem jiném, pouze ve jménu“.
- Einhardův text

| „ | Králi nezbylo nic jiného, než se spokojit se svým titulem, svými splývavými vlasy a dlouhými vousy, sedět na trůnu a hrát roli vládce, přitom naslouchat vyslancům, kteří přicházeli ze všech stran, a odmítat je se slovy, jako by to bylo z jeho vlastního rozhodnutí, se slovy, která mu byla ve skutečnosti navržena nebo dokonce přikázána. Nad rámec tohoto formálního titulu krále a nejisté podpory, kterou mu podle svého uvážení dával majordomus paláce, neměl nic, co by mohl nazvat svým vlastním, kromě jediného venkovského sídla, které mu přinášelo jen velmi malý příjem. | “ |

- Původní latinský text

| „ | Neque regi aliud relinquebatur, quam ut regio tantum nomine contentus crine profuso, barba summissa, solio resideret ac speciem dominantis effingeret, legatos undecumque venientes audiret eisque abeuntibus responsa, quae erat edoctus vel etiam iussus, ex sua velut potestate redderet; cum praeter inutile regis nomen et precarium vitae stipendium, quod ei praefectus aulae prout videbatur exhibebat, nihil aliud proprii possideret quam unam et eam praeparvi reditus villam, in qua domum et ex qua famulos sibi necessaria ministrantes atque obsequium exhibentes paucae numerositatis habebat. | “ |

Poslední karolínský vládce Ludvík V. Francouzský byl také přezdíván le Fainéant (lenivý), protože jeho výkonná moc byla omezena pouze na oblast kolem Laonu.